# Адаацаг
Адаацаг (монг. Адаацаг) — сомон аймака Дундговь в центральной части Монголии, площадь которого составляет 3 309 км². Численность населения по данным 2007 года составила 3 238 человек.
Центр сомона — посёлок Тавину, расположенный в 104 километрах от административного центра аймака — города Мандалговь и в 212 километрах от столицы страны — Улан-Батора.

## География
Сомон расположен в центральной части Монголии. Граничит с соседним аймаком Туве. На территории Адаацага располагаются горы Их Адаацаг, Бага Адаацаг, Бага газрын чулуу.
Из полезных ископаемых в сомоне встречаются каменный уголь, горный и дымчатый хрусталь, свинец, шпат.

## Климат
Климат резко континентальный. Средняя температура января -15-20 градусов, июля +18-20 градусов. Ежегодная норма осадков 150-200мм.

## Фауна
Животный мир Адаацага представлен горными баранами, лисами, волками, дикими кошками-манулами, зайцами.

## Инфраструктура
В сомоне есть школа, больница, учреждения культуры.